# Noterus clavicornis
Noterus clavicornis – gatunek wodnego chrząszcza z rodziny Noteridae i podrodziny Noterinae.

## Taksonomia
Gatunek ten został opisany już w 1774 roku przez Charlesa De Geera, jako Dytiscus clavicornis. Do czasu wyróżnienia rodziny Noteridae, klasyfikowany był w pływakowatych.

## Opis
Osiąga od 4,2 do 4,5 mm długości ciała. W obrysie jajowaty, z wierzchu wypukły. Przedplecze zwykle dość ciemne. Przedpiersie z podłużnym żeberkiem i ząbkiem na przedniej krawędzi. Piąty i szósty człon czułków samców tej samej długości. Pokrywy o punktach dość dużych i niezbyt licznych.

## Ekologia
Preferuje wody stałe, stojące bądź wolno płynące, silnie zarośnięte przez roślinność błotną i wodną.

## Rozprzestrzenienie
Gatunek palearktyczny. W Europie podawany z: Albanii, Austrii, Belgii, Bośni i Hercegowiny, Bułgarii, Białorusi, Chorwacji, Czech, Danii, Estonii, Finlandii, Francji, Grecji, Hiszpanii, Holandii, Irlandii, Litwy, Liechtensteinu, Luksemburga, Łotwy, Macedonii Północnej, Mołdawii, Niemiec, Norwegii, Polski, Portugalii, Słowacji, Słowenii, Szwajcarii, Szwecji, Ukrainy, Węgier, Wielkiej Brytanii, Włoch oraz Balearów, Korsyki, Sycylii i Sardynii. W Rosji występuje w części środkowoeuropejskiej, południowoeuropejskiej, wschodniosyberyjskiej i zachodniosyberyjskiej. Z Azji podawany ponadto z Armenii, Turcji, Gruzji, Libanu, Izraela, Jordanii, Syrii, Iraku, Iranu, Kazachstanu, Turkmenistanu, Uzbekistanu, Kaszmiru, Mongolii oraz chińskich prowincji Heilongjiang, Shaanxi i Sinciang.